# Торребруна
Торребруна (італ. Torrebruna) — муніципалітет в Італії, у регіоні Абруццо,  провінція К'єті.
Торребруна розташована на відстані близько 170 км на схід від Рима, 110 км на південний схід від Л'Аквіли, 65 км на південний схід від К'єті.
Населення — 858 осіб (2014).
Щорічний фестиваль відбувається 5 жовтня. Покровитель — san Placido.

## Демографія
Населення за роками:

Станом на 1 січня 2023 року в муніципалітеті офіційно проживало 18 іноземців з 8 країн, серед них 12 громадян країн Євросоюзу та 1 громадянин України.

## Сусідні муніципалітети
- Карункьо
- Кастельгуїдоне
- Кастільйоне-Мессер-Марино
- Челенца-суль-Триньйо
- Сан-Джованні-Ліпьоні